# Unternehmen Dreieck und Unternehmen Viereck
Das Unternehmen Dreieck und das Unternehmen Viereck waren der Tarnname einer zusammenhängenden, militärischen Operation der deutschen Wehrmacht im Zweiten Weltkrieg gegen sowjetische Partisanen im Raum südlich Brjansk (Russland) vom 17. September 1942 bis 2. Oktober 1942.
Namensgebend waren dabei die geographischen Wegpunkte:
- das Dreieck durch den strategisch wichtigen Eisenbahnknotens Brjansk nach Nawlja, Dessna und Rewna und
- das Viereck durch die Ergänzung des Dreiecks bis Nawlja.

Das Gebiet erstreckte sich dabei über ca. 35.000 km².

## Planung
Der Kommandant rückwärtiges Armeegebiet (Korück) 532, der für den südlichen Abschnitt der Heeresgruppe Mitte auf russischem Gebiet verantwortlich war, gab Anfang September 1942 der Einsatzbefehl für die Unternehmen Dreieck und das Unternehmen Viereck heraus. Das gesamte Gebiet sollte durch Vernichtung der Dörfer und Deportation der Bewohnung geräumt werden, da die Aktivitäten der Partisanen in diesem Gebiet zugenommen hatten. Es war der klare Befehl gegeben, dass der Bereich unbewohnbar gemacht werden sollte.
Am 9. September 1942 hatte das Oberkommando der 2. Panzerarmee den Befehl für die „Säuberungsaktion“ erteilt. Durch diesen Einsatz sollten die ca. 4.000 Partisanen in diesem Gebiet separiert und anschließend vernichtet werden. Hierfür wurden unter einem gemeinsamen Gefechtsstand, welcher durch einen Führer der Unternehmen besetzt war, zwei sogenannte Kampfgruppen (Kampfgruppe Zebisch und Kampfgruppe Schlegel) gebildet.
Da mit der großflächigen Verminung der Gebiets gerechnet wurde, wurde ein Anweisung formuliert, welche den Einsatz von Juden und sog. Bandenangehörigen mit Eggen und Walzen zum Minensuchen als sogenannte „Minensuchgeräte 42“ vorsah.
Die Gesamtleitung der beiden Unternehmen lag beim Korück 532, Generalleutnant Friedrich-Gustav Bernhard, und die Truppenführung bei Oberst Erwin Jollasse (Kommandeur der Panzer-Brigade 18 bei der 18. Panzer-Division unter der 2. Panzerarmee).

## Kräfteeinsatz
Zum Einsatz kamen bei den beiden Unternehmen:
- Infanterie-Regiment 727 der 707. Infanterie-Division
- ungarische Infanterie-Regimenter
- russische Freiwilligenverbände

Das Infanterie-Regiment 727 hatte ab August 1941 im rückwärtigen Gebiet der Ostfront agiert und hatte dabei bereits Kriegsverbrechen begangen. Auch die ungarischen Einheiten hatten an Massenerschießungen teilgenommen.

## Verlauf
Im Verlauf der Unternehmen kam es anfangs zu massenhaften Erschießungen, sodass sich sogar die 2. Panzerarmee bei Bernhard darüber beschwerte: Solch planlosen Erschießungen würden die Bevölkerung gegen die Wehrmacht aufbringen.
Daraufhin wurde die Taktik geändert und die Frauen, Greise und Kinder wurden aus dem Gebiet vertrieben. Die wehrfähigen Männer im Alter von 15 bis 60 Jahren kamen in das Durchgangslager 142.

## Ergebnis
Die Unternehmen Dreieck und Viereck führten zu über 1000 Toten.
Zusätzlich raubte die Wehrmacht die Ernte und das Vieh (über 1500 Kühe und Rinder, über 400 Schafe und weitere Tiere). Durch fehlende Transportmittel wurde dann aber ein Großteil des Getreides, Kartoffeln, Heu und Strohs einfach verbrannt. Über 18.000 Personen wurden deportiert und ihre Dörfer dem Erdboden gleichgemacht. Für die so deportierten Personen war am Bahnhof Ssinesjerki und in Nawlja Lager eingerichtet worden.
Als Ergebnis der Unternehmen wurden offiziell festgehalten:
- 1064 Tote (darunter 3 Kommissare und 8 „Flintenweiber“)
- 86 Gefangene (darunter 3 „Flintenweiber“, die erschossen wurden)
- 366 Überläufer
- 973 Personen kamen in das Dulag 142

Bei allen Personen, die in das Dulag 142 kamen, wurde mitgeteilt, dass diese ausnahmslos mindestens dem Selbstschutz angehören würden. Die Todeszahlen werden aber als viel höher angenommen, da durch das waldige Gebiet nicht alle Toten erfasst wurden.
Auf deutscher Seite wurden 45 Personen getötet, in der Hauptzahl bei den ungarischen Einheiten, die auch mit 90 die höchste Zahl der 175 Verwundeten beklagen mussten.
Der Leiter der Unternehmen, Generalleutnant Bernhard, hatte sich im Verlauf der Unternehmen u. a. über das sinnlose Abbrennen der Dörfer und die planlosen Erschießungen bei der 2. Panzerarmee beschwert. Letztendlich führte er trotzdem die Befehle aus und gab dann aber im Dezember 1942 ein Verbot für das Erschießen oder Erhängen von Geiseln heraus. Vorher hatte er die ihm unterstellten Soldaten aber darauf hingewiesen, dass keine Nachsicht geübt werden sollte. Durch diese widersprüchliche Befehlslage wurde in seinem Befehlsbereich ein Ermessensspielraum geschaffen, der ausgenutzt wurde und weitere Kriegsverbrechen beförderte.

## Aufbereitung
Der Leiter der Unternehmen, Generalleutnant Bernhard, geriet kurz vor Kriegsende in sowjetische Kriegsgefangenschaft und wurde Ende 1945 in Brjansk aufgrund des Vorwurfs von Kriegsverbrechen zum Tode verurteilt und hingerichtet. Jollasse wurde für das Kriegsverbrechen nicht belangt.
Im Rahmen der Wanderausstellung Verbrechen der Wehrmacht. Dimension des Vernichtungskrieges 1941–1944, welche durch das Hamburger Institut für Sozialforschung eingerichtet wurde, wurden von 2001 bis 2004 die beiden Unternehmen dokumentiert.